# Драушени (Брашов)
Драушени (рум. Drăușeni) насеље је у Румунији у округу Брашов у општини Каца. Oпштина се налази на надморској висини од 471 m.

## Становништво
Према подацима из 2002. године у насељу је живело 543 становника.

### Попис2002.
| Расподела становништва по националности 2002.‍ | Расподела становништва по националности 2002.‍ | Расподела становништва по националности 2002.‍ | Расподела становништва по националности 2002.‍ | Расподела становништва по националности 2002.‍ |
| --------------------------------------------- | --------------------------------------------- | --------------------------------------------- | --------------------------------------------- | --------------------------------------------- |
|                                               |                                               |                                               |                                               |                                               |
| Румуни                                        | Румуни                                        |                                               | 97                                            | 17,9%                                         |
| Мађари                                        | Мађари                                        |                                               | 436                                           | 80,3%                                         |
| Роми                                          | Роми                                          |                                               | 5                                             | 0,9%                                          |
| Немци                                         | Немци                                         |                                               | 5                                             | 0,9%                                          |